# Nürnberger Versicherungscup 2019 - Doppio
Demi Schuurs e Katarina Srebotnik erano le detentrici del titolo, ma hanno scelto di non partecipare insieme. Schuurs avrebbe dovuto fare coppia con Anna-Lena Grönefeld, ma le due si sono ritirate prima dell'inizio del torneo. Srebotnik ha fatto coppia con Raquel Kops-Jones, perdendo in semifinale contro Gabriela Dabrowski e Xu Yifan.
In finale Dabrowski e Xu hanno sconfitto Sharon Fichman e Nicole Melichar con il punteggio di 4-6, 7–6(5), [10-5].

## Teste di serie
1. Gabriela Dabrowski /  Xu Yifan (campionesse)
2. Anna-Lena Grönefeld /  Demi Schuurs (ritirate)

1. Raquel Kops-Jones /  Katarina Srebotnik (semifinale)
2. Kirsten Flipkens /  Johanna Larsson (primo turno)

## Riserve
1. Akgul Amanmuradova /  Valentina Ivachnenko (primo turno)

## Wildcard
1. Katharina Gerlach /  Julia Wachaczyk (primo turno)

1. Katharina Hobgarski /  Jule Niemeier (primo turno)

## Tabellone

### Legenda
| - Q = Qualificato - WC = Wild card - LL = Lucky loser | - ALT = Alternate - SE = Special Exempt - PR = Protected Ranking | - w/o = Walkover - r = Ritirato - d = Squalificato |

|  | Primo turno            | Primo turno                 | Primo turno                 | Primo turno | Primo turno |  |  | Quarti di finale        | Quarti di finale         | Quarti di finale       | Quarti di finale         | Quarti di finale         |   |   | Semifinali              | Semifinali              | Semifinali              | Semifinali           | Semifinali |    |     | Finale | Finale | Finale | Finale | Finale |  |
|  |                        |                             |                             |             |             |  |  |                         |                          |                        |                          |                          |   |   |                         |                         |                         |                      |            |    |     |        |        |        |        |        |  |
|  | 1                      | G Dabrowski Y Xu            | G Dabrowski Y Xu            | 6           | 6           |  |  |                         |                          |                        |                          |                          |   |   |                         |                         |                         |                      |            |    |     |        |        |        |        |        |  |
|  |                        | C Lister R Voráčová         | C Lister R Voráčová         | 2           | 2           |  |  | 1                       | G Dabrowski Y Xu         | G Dabrowski Y Xu       | 6                        | 6                        |   |   |                         |                         |                         |                      |            |    |     |        |        |        |        |        |  |
|  | WC                     | K Gerlach J Wachaczyk       | K Gerlach J Wachaczyk       | 2           | 3           |  |  |                         | G Marchetti L Pigossi    | G Marchetti L Pigossi  | 3                        | 4                        |   |   |                         |                         |                         |                      |            |    |     |        |        |        |        |        |  |
|  |                        | G Marchetti L Pigossi       | G Marchetti L Pigossi       | 6           | 6           |  |  |                         |                          |                        |                          |                          |   |   | 1                       | G Dabrowski Y Xu        | G Dabrowski Y Xu        | 6                    | 7          |    |     |        |        |        |        |        |  |
|  | 3                      | R Kops-Jones K Srebotnik    | 3                           | 6           | [11]        |  |  |                         |                          | 3                      | R Kops-Jones K Srebotnik | R Kops-Jones K Srebotnik | 1 | 5 |                         |                         |                         |                      |            |    |     |        |        |        |        |        |  |
|  | WC                     | K Hobgarski J Niemeier      | 6                           | 3           | [9]         |  |  | 3                       | R Kops-Jones K Srebotnik | 6                      | 0                        | [10]                     |   |   |                         |                         |                         |                      |            |    |     |        |        |        |        |        |  |
|  | S Aoyama Y Sizikova    | S Aoyama Y Sizikova         | S Aoyama Y Sizikova         | 7           | 7           |  |  |                         | S Aoyama Y Sizikova      | 3                      | 6                        | [5]                      |   |   |                         |                         |                         |                      |            |    |     |        |        |        |        |        |  |
|  | P Kania X Knoll        | P Kania X Knoll             | P Kania X Knoll             | 68          | 5           |  |  |                         |                          |                        |                          |                          |   |   | 1                       | G Dabrowski Y Xu        | 4                       | 7                    | [10]       |    |     |        |        |        |        |        |  |
|  | A Fomina P Thombare    | A Fomina P Thombare         | A Fomina P Thombare         | 1           | 4           |  |  |                         |                          |                        |                          |                          |   |   |                         |                         |                         | S Fichman N Melichar | 6          | 65 | [5] |        |        |        |        |        |  |
|  | M Barthel A-L Friedsam | M Barthel A-L Friedsam      | M Barthel A-L Friedsam      | 6           | 6           |  |  | M Barthel A-L Friedsam  | M Barthel A-L Friedsam   | 6                      | 2                        | [8]                      |   |   |                         |                         |                         |                      |            |    |     |        |        |        |        |        |  |
|  |                        | A Guarachi S Santamaria     | A Guarachi S Santamaria     | 6           | 7           |  |  | A Guarachi S Santamaria | A Guarachi S Santamaria  | 1                      | 6                        | [10]                     |   |   |                         |                         |                         |                      |            |    |     |        |        |        |        |        |  |
|  | 4                      | K Flipkens J Larsson        | K Flipkens J Larsson        | 3           | 5           |  |  |                         |                          |                        |                          |                          |   |   | A Guarachi S Santamaria | A Guarachi S Santamaria | A Guarachi S Santamaria | 3                    | 2          |    |     |        |        |        |        |        |  |
|  | S Fichman N Melichar   | S Fichman N Melichar        | 6                           | 4           | [10]        |  |  |                         |                          | S Fichman N Melichar   | S Fichman N Melichar     | S Fichman N Melichar     | 6 | 6 |                         |                         |                         |                      |            |    |     |        |        |        |        |        |  |
|  | A Mitu A Panova        | A Mitu A Panova             | 3                           | 6           | [6]         |  |  | S Fichman N Melichar    | S Fichman N Melichar     | S Fichman N Melichar   | 6                        | 6                        |   |   |                         |                         |                         |                      |            |    |     |        |        |        |        |        |  |
|  |                        | L Stefani N Stojanović      | L Stefani N Stojanović      | 6           | 6           |  |  | L Stefani N Stojanović  | L Stefani N Stojanović   | L Stefani N Stojanović | 3                        | 3                        |   |   |                         |                         |                         |                      |            |    |     |        |        |        |        |        |  |
|  | Alt                    | A Amanmuradova V Ivachnenko | A Amanmuradova V Ivachnenko | 3           | 2           |  |  |                         |                          |                        |                          |                          |   |   |                         |                         |                         |                      |            |    |     |        |        |        |        |        |  |